# Neoporus superioris
Neoporus superioris är en skalbaggsart som först beskrevs av J. Balfour-browne 1944.  Neoporus superioris ingår i släktet Neoporus och familjen dykare. Inga underarter finns listade i Catalogue of Life.